# 普世博爱运动

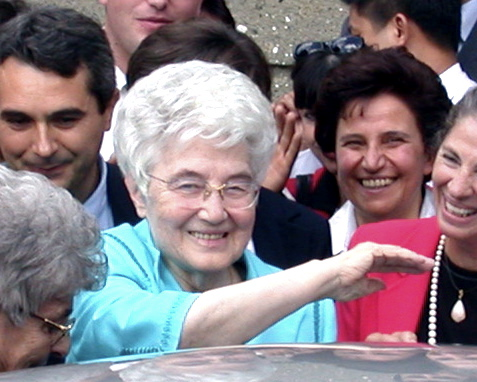
卢嘉勒，普世博爱运动建立者。

普世博爱运动（英語：Focolare Movement）是1943年在意大利特伦托建立的国际性非盈利组织，它的成员致力于促进世界的团结和普世手足情。建立者是罗马天主教徒卢嘉勒，这个运动其中一个重要的使命是促进交谈，在天主教内，在基督信仰教会之间，在各大宗教之间，与善心人事之间的交谈。交谈目的就是彼此认识，彼此接纳，彼此帮助，一起建立一个更美好的世界。1982年，生活这个灵修地人超过100,000人。它的名字来源意大利语词汇“hearth”或“family fireside。

## 沿革
1943年，意大利特伦托，卢嘉勒建立了普世博爱运动，当时正值第二次世界大战，它的传播主要是在贫穷的城区和防空洞，后来慢慢发展为一个运动，并且在欧洲的佛教徒、印度教徒和基督教徒广泛传播。
现任普世博爱运动的总裁是玛丽·沃斯，她在2008年当选。现在它的使命是加强天主教和基督教各派之间的联系，向其他各宗教包括无神论者传递博爱精神，现在在182个国家或地区有25个分支机构。